# Diora AS 502
Diora AS 502 – polski stereofoniczny tuner do odbioru sygnałów radiowych, produkowany w latach 90. XX w. przez zakłady Diora S.A. w Dzierżoniowie jako część zestawu wieżowego SSL 502, wyróżnionego złotym medalem na Międzynarodowych Targach Poznańskich w 1990 roku. 

## Opis
Tuner ten przeznaczony jest do pracy z elementami wieży SSL 502 (wzmacniacz zintegrowany WS 502, korektor graficzny FS 502 oraz magnetofon kasetowy typu deck MDS 502, dyskofon CD 502), możliwe jest również zdalne sterowanie tunerem (przez odbiór sygnału od wzmacniacza) za pomocą pilota. Sam tuner jest odbiornikiem trójzakresowym, pracującym na falach długich, średnich i ultrakrótkich (w pasmach OIRT i CCIR). Wybór częstotliwości dokonywany jest za pomocą dwóch przycisków na frontowym panelu tunera. Po wciśnięciu następuje przestawienie o 10 kHz. Ustawioną częstotliwość pokazuje diodowy wyświetlacz siedmiosegmentowy. Istnieje również możliwość słuchania audycji w trybie monofonicznym, zamiast stereofonicznego (przełączanie ręczne bądź automatyczne). Tuner posiada możliwość automatycznego wyszukiwania stacji oraz funkcję zapamiętania stacji (możliwe zapamiętanie 16 stacji w zakresie UKF i 8 dla fal długich i średnich). Na ściance tylnej tunera znajduje się wyprowadzony przewód z 2 wtykami cinch (czarne i czerwone), wyprowadzającymi sygnał do wzmacniacza, 2 gniazda antenowe (okrągłe koncentryczne gniazdo 75 Ω dla UKF i gniazdo dla LW/MW), a także 2 gniazda cinch służące do podłączenia zdalnego sterowania (ze wzmacniaczem i magnetofonem). 
Panel przedni odbiornika wykonano z tworzywa sztucznego, występował w kolorze antracytowym lub srebrnym. Grafitowy lakier na przyciskach nie jest zbyt trwały, gdyż podczas używania tunera bez zdalnego sterowania schodzi z najczęściej używanych przycisków. W trybie czuwania odbiornik charakteryzuje się również cichą pracą transformatora sieciowego. Tuner wykorzystuje importowane układy scalone.